# Herrschaft Aach
Die Herrschaft Aach lag an der Quelle der Radolfzeller Aach. Die älteste erhaltene Erwähnung stammt von 1158. Die Herrschaft gehörte einer gleichnamigen, niederadeligen Familie von Aach. Um 1200 gelangte sie an das Hochstift Konstanz. Bischof Rudolf von Habsburg-Laufenburg (1274–1293) vergab sie an die Grafen von Habsburg, die Herrschaft Aach wurde so Bestandteil von Vorderösterreich. König Rudolf I. verlieh der Ortschaft Aach 1283 Stadtrechte. Als Teil von Vorderösterreich wurde die Herrschaft später oft verpfändet. 1465 kaufte das Haus Habsburg die Landgrafschaft Nellenburg, der Aach 1543 zugeschlagen wurde.
1805/06 gelangte Aach als Teil des Oberamts Stockach-Nellenburg an das Königreich Württemberg und im Rahmen eines Gebietstausches 1810 an das Großherzogtum Baden.